# Santiago 3
Santiago 3 es el segundo capítulo de la Epístola de Santiago del Nuevo Testamento de la Biblia cristiana. El autor se identifica como "Santiago, un sirviente de Dios y del Señor Jesucristo". La epístola ha sido tradicionalmente atribuida a Santiago el Justo, escrita en Jerusalén entre 48 d. C. y 61 d. C.. En contra de esta tesis algunos especialistas argumentan que se trata de un escrito seudoepigráfico, posterior al año 61.

## Texto
El texto original se escribió en griego de Koiné. Este capítulo está dividido en 26 versículos.

### Atestiguaciones textuales
Algunos manuscritos tempranos que contienen el texto de este capítulo en griego son:
- Papiro 100 (siglo III tardío; versos extendidos 1-4; 9-17)[6]
- Códice Vaticanus (325-350)[6]
- Códice Sinaiticus (330-360)[6]
- Códice Alexandrinus (400-440)
- Códice Ephraemi Rescriptus (c. 450; extend: verso 1)
- Papiro 74 (siglo VII; completo)

Un manuscrito antiguo que contiene este capítulo en copto es el Papiro 6 (c. 350 d. C.; todos los versos).

## Contenido
Aplicaciones concretas
1. Dominio de la lengua.
2. La verdadera sabiduría y la falsa.

### Dominio de la lengua. Versículos 1-12
1-Hermanos míos, no pretendáis muchos ser maestros, sabiendo que tendremos un juicio más severo; 
2-porque todos caemos con frecuencia. Si alguno no peca de palabra, ése es un hombre perfecto, capaz también de refrenar todo su cuerpo. 
3-Si ponemos frenos en la boca a los caballos para que nos obedezcan, dirigimos todo su cuerpo. 
4-Mirad también las naves: aunque sean tan grandes y las empujen vientos fuertes, un pequeño timón las dirige adonde quiere la voluntad del piloto. 
5-Del mismo modo, la lengua es un miembro pequeño, pero va presumiendo de grandes cosas. ¡Mirad qué poco fuego basta para quemar un gran bosque!
6-Así también la lengua es un fuego, un mundo de iniquidad; es ella, de entre nuestros miembros, la que contamina todo el cuerpo y, encendida por el infierno, inflama el curso de nuestra vida desde el nacimiento.
.......
9-Con ella bendecimos a quien es Señor y Padre, y con ella maldecimos a los hombres, hechos a semejanza de Dios. 
10-De la misma boca salen la bendición y la maldición. Esto, hermanos míos, no debe ser así.
........

#### Comentarios  los versículos 1-12
Los pecados de la lengua, aunque aparentemente insignificantes, pueden tener consecuencias devastadoras. En los versículos 3-12, la carta ofrece una enseñanza que recuerda a los libros sapienciales del Antiguo Testamento (cfr. Pr 10,11-21; Si 5,9-15; 28,13-26), destacando cómo algo pequeño puede generar un impacto desproporcionado, especialmente en aquellos con autoridad (vv. 1-2). El discurso se organiza en tres puntos principales:
- 1. Dominio del lenguaje como señal de perfección: El texto declara que quien no falla al hablar es considerado un hombre perfecto (v. 2), subrayando la importancia de controlar la palabra.
- 2. La potencia destructiva de la lengua: Mediante tres comparaciones vívidas (vv. 3-6), se describe cómo la lengua puede ser tan dañina como un fuego descontrolado o un veneno mortal.
- 3. El llamado a dominar la lengua: Se advierte que no controlarla lleva a consecuencias irreversibles (vv. 7-12), exhortando a hablar siempre con responsabilidad.[9]

La lección es clara: debemos usar nuestras palabras con prudencia y buscando siempre el bien, conscientes de que hablamos en la presencia de Dios.

Todo buen cristiano ha de ser más pronto a salvar la proposición del prójimo, que a condenarla; y si no la puede salvar, inquirirá cómo la entiende, y si mal la entiende, corríjale con amor; y si no basta, busque todos los medios convenientes para que, bien entendiéndola, se salve.

El concepto del «hombre perfecto» mencionado en el versículo 2 no implica que sea incapaz de cometer otros pecados, sino que destaca que controlar la lengua es una manifestación de dominio propio. Este control denota una capacidad de resistir otras tentaciones, ya que la palabra refleja el corazón y las intenciones del ser humano. A partir de este versículo, la enseñanza de la Iglesia señala que, aunque nadie puede evitar todos los pecados veniales a lo largo de su vida, el esfuerzo por controlar la lengua y las palabras es un paso importante hacia la virtud. Esto demuestra que, aunque la perfección absoluta no sea alcanzable en esta vida, la lucha constante contra los pecados de palabra refleja una búsqueda de integridad y santidad.

...si no es por privilegio especial de Dios, como de la bienaventurada Virgen lo enseña la Iglesia.

### La verdadera sabiduría y la falsa. Versículos 13-18
13-¿Hay alguno entre vosotros sabio y docto? Pues que muestre por su buena conducta que hace sus obras con la mansedumbre propia de la sabiduría. 
14-Pero si tenéis en vuestro corazón celo amargo y rencillas, no os jactéis ni falseéis la verdad. 
15-Una sabiduría así no desciende de lo alto, sino que es terrena, meramente natural, diabólica. 
16-Porque donde hay celos y rencillas, allí hay desorden y toda clase de malas obras. 
17-En cambio, la sabiduría que viene de lo alto es, en primer lugar, pura, y además pacífica, indulgente, dócil, llena de misericordia y de buenos frutos, imparcial, sin hipocresía. 
18-Los que promueven la paz siembran con la paz el fruto de la justicia.

#### Comentarios a los versículos 13-18
Estos versículos exponen las cualidades de la sabiduría cristiana (cfr 1,5). Frente a la falsa sabiduría del mundo, la verdadera sabiduría (cfr 1 Co 1,18-3,3) produce frutos de mansedumbre, misericordia y paz. 